# 北神戸ゴルフ場
北神戸ゴルフ場（きたこうべゴルフじょう）は、兵庫県神戸市北区にあるパブリック制のゴルフ場。東コース、西コース、南コース各9ホールずつの27ホールある。

かつての社団法人神戸国際カントリー倶楽部が1967年11月に開設したもので、2008年4月に神戸国際カントリー倶楽部が解散した後は、現在の一般財団法人神戸すまいまちづくり公社へ管理を移管。また、運営は民間企業である株式会社チュウブへ業務委託している。

## 所在地
- 〒651-1511　兵庫県神戸市北区長尾町宅原大味谷1706

## コース情報
- 開場日：1967年（昭和42年）11月9日
- 設計者：下山忠廉
- 面積：
- コース：東コース - Par36 3181Y、南コース - Par36 3281Y、西コース - Par36 3159Y
- 休場日：1月1日
- タイプ：丘陵コース

## アクセス
- 車
  - 六甲北有料道路大沢IC
- 鉄道
  - JR福知山線・神戸電鉄の三田駅
  - 神戸電鉄の岡場駅
  - 有馬温泉からタクシーで約20分